# Deutsche Volkspolizei

Polizeistern der Deutschen Volkspolizei 1961 bis 1990

Die Volkspolizei, Abkürzung VP, amtlich DVP, war in der Sowjetischen Besatzungszone und der Deutschen Demokratischen Republik die zentralistisch organisierte Polizei, die im Laufe der Zeit verschiedene Umstrukturierungen erfuhr.

## Geschichte

### Polizeiwesen in der Sowjetischen Besatzungszone
Im Juni 1945 erlaubte die Sowjetische Militäradministration in Deutschland (SMAD) die Bildung von Polizeikräften in der Sowjetischen Besatzungszone. Diese waren an die Landespolizei aus der Zeit der Weimarer Republik angelehnt und unterstanden den Innenministerien der fünf in der SBZ liegenden Länder. Bei ihrem Aufbau wurden fast ausschließlich Mitglieder der KPD in die Führungsebene berufen. Ende 1946 gründete die SMAD per Weisung die Deutsche Verwaltung des Inneren (DVdI) unter Leitung des KPD-Veteranen Erich Reschke, der zentralistisch die Kontrolle über die Polizeikräfte zugeordnet wurde. Die Polizeibehörden waren für die Schutz-, Verkehrs-. Kriminal- und Verwaltungspolizei zuständig. Die Verwaltungspolizei umfasste das Melde-, Preiskontroll- und Erlaubniswesen innerhalb der sozialistischen Wirtschaft der Ostzone. Bei der Kriminalpolizeiabteilung K 5 lag die Zuständigkeit über die Entnazifizierungsmaßnahmen innerhalb der SBZ, was der Behörde eine herausragende Machtposition innerhalb des entstehenden ostdeutschen Staates verschaffte. Anfang 1946 verfügte die nichtmilitarisierte Polizei in der SBZ über rund 22.000 Polizisten. Bis 1948 wurde diese Zahl auf rund 65.000 aufgestockt. Dazu kamen noch rund 9.600 Mann in Berlin, das aufgrund des Viermächtestatus der Deutschen Verwaltung des Innern als SBZ-Behörde nur informell verbunden war. 1948 wurde Kurt Fischer auf Betreiben der SMAD zum Leiter der DVdI ernannt. Im Mai 1949, noch vor der formalen Gründung der DDR, wurde erstmals die Bezeichnung Deutsche Volkspolizei offiziell verwendet. Im Gründungsjahr der DDR wurden rund 10.000 Kader der Volkspolizei wegen politischer Unzuverlässigkeit oder mangelnder fachlicher Eignung entlassen. Der ehemalige Präsident der DVdI Erich Reschke wurde aufgrund seiner Tätigkeit als Funktionshäftling im KZ Buchenwald in einem sowjetischen Lager inhaftiert.
Der Polizeidienst in der Nachkriegszeit war sehr schwierig. Aufgrund der Armut und Mobilität der Bevölkerung kam es vor allem zu einer Flut von Eigentumsdelikten. Obwohl bereits Anfang 1946 von den sowjetischen Besatzungsbehörden Waffen ausgegeben worden waren, waren die Polizeikräfte aufgrund unzureichender Bewaffnung Kriminellen oft unterlegen. Auch der Ausbildungsstand war mangelhaft, der Anteil an ungeschultem Personal betrug zwischen 65 und 95 %. In den ab 1946 geschaffenen Polizeischulen konnte auch nur ein mangelhaftes Kursangebot angeboten werden. Es umfasste meist nur vierwöchige Lehrgänge. Bemerkenswert war, dass die Lehrgänge auch militärische Elemente wie das Operieren in Zugstärke umfassten. Zu Beginn unterlag das Personal der Polizei einer hohen Fluktuation von 20 % bis 50 %. 1948 wurde mit der Politik-Kultur-Verwaltung innerhalb der Polizei ein Kontrollorgan im Sinne der SED-Ideologie geschaffen. 1949 erreichte der Personalbestand eine gewisse Stabilität mit 83 % Angehörigen der Arbeiterklasse und 86 % SED-Parteimitgliedern. Ein Hauptfokus der Rekrutierung lag auf den aus der Sowjetunion in die SBZ heimkehrenden Kriegsgefangenen. 1949 wurde auf Weisung der SMAD in der gesamten SBZ ein 3.500 Mann starker, der Volkspolizei unterstellter Betriebsschutz aufgestellt, welcher 1951 zum weiteren Organisationszweig der Volkspolizei avancierte. Er umfasste 1951 25.000 uniformierte und nichtuniformierte Mitarbeiter zum Schutz von Wirtschaftsbetrieben und Einrichtungen von Staat und Partei. Hinzu kamen knapp 3.000 Mitarbeiter von Werkfeuerwehren, welche ebenfalls der VP zugeschlagen wurden. Der Betriebsschutz wurde 1960 als eigenständiger Zweig abgeschafft und in die Schutzpolizei überführt.

### Polizei der DDR
Mit der Gründung der DDR im Jahr 1949 wurde die Volkspolizei dem Ministerium des Innern unterstellt. Chef der im Innenministerium geschaffenen Hauptverwaltung der Deutschen Volkspolizei (HVDVP) wurde nach dem Tod Kurt Fischers Karl Maron. Die HVDVP hatte die Leitung über die 14 Bezirksdirektionen auf DDR-Gebiet und ein Präsidium der Volkspolizei in Ost-Berlin inne. Die Bezirksdirektionen befanden sich in allen 14 Bezirken der DDR und standen den insgesamt 215 Volkspolizeikreisämtern vor.
Der offiziell dem Justizministerium unterstellte Strafvollzug wurde 1950 ebenso der Volkspolizei zugeschlagen. Ebenso wurde der HVDVP die Oberaufsicht über sämtliche Feuerwehren der DDR zugeteilt. Ab 1950 begann der Aufbau schneller Gruppen von insgesamt rund 5000 Mann vorwiegend aus dem Betriebsschutz und Ausbildungseinheiten, welche bei Großereignissen und Störungen der öffentlichen Ordnung motorisiert als Gruppen-, Zugs- und Kompanieweise eingesetzt werden konnten. Ebenso wurde bei den Mitarbeitern des Strafvollzugs und des Betriebsschutzes auf Verwendbarkeit ihrer Einheiten in dieser Rolle geachtet. Die Personalpolitik gestaltete sich für die Volkspolizei schwierig. Einerseits wanderten viele Polizisten aufgrund Arbeitsbedingungen und Bezahlung in die Industrie ab, oder sie wurden zur Kasernierten Volkspolizei abbefohlen. Daraus resultierten jährliche Entlassungsraten von 14 bis 17 %, der Hauptgrund war die Entpflichtung aufgrund eigenen Wunsches sowie Nichtbesetzungsraten von rund einem Viertel. Innerhalb der bewaffneten Organe des SED-Staats hatte die Volkspolizei den geringsten Stellenwert. Infolgedessen wollte die SED-Führung ab 1950 rund 20.000 Stellen bei der Volkspolizei einsparen. Ebenso vernachlässigt war die Ausrüstung mit Waffen und Munition, so mokierte sich Maron gegenüber Walter Ulbricht, dass in einem Ausbildungskurs für Schießausbilder im Offiziersrang ein Drittel der Kursanten während ihrer bisherigen Dienstzeit nie eine Waffe abgefeuert habe. Im Jahre 1952 begann die Volkspolizei mit dem Aufbau eines Helfersystems, bei dem Freiwillige Helfer der Volkspolizei in die Polizeiarbeit integriert wurden. Die Zahl dieser Helfer wuchs von rund 27.000 Ende 1952 auf rund 160.000 Ende 1960. Im Dezember desselben Jahres begann die Volkspolizei mit dem Aufbau des Abschnittsbevollmächtigtensystems, welche eine Durchdringung des Zivillebens am Wohnort der Menschen durchsetzen sollte. Trotz Bemühungen, die Bewaffnung zu verstärken, blieb ein Defizit von rund 29 % bei Schusswaffen 1959. Neben Schusswaffen erhielt die Volkspolizei auch eine Zahl Handgranaten, schwere Maschinengewehre, Panzerbüchsen, 14 Wasserwerferfahrzeuge und 320 gepanzerte Fahrzeuge.
Während des Aufstands vom 17. Juni 1953 war die Volkspolizei hoffnungslos überfordert. An vielen Orten war man von den Streiks und Demonstrationen, zu denen es an diesem Tag überall in der DDR kam, überrascht worden, weil vielfach die zentral ausgerufenen Warnstufen nicht weitergegeben worden waren. Da den Angehörigen der Volkspolizei das Hören des West-Berliner RIAS verboten war, hatten sie gegenüber den Demonstrierenden einen Informationsrückstand. Zudem waren sie zu deeskalierendem Verhalten aufgefordert worden: Die Volkspolizisten versuchten daher, mit den Aufständischen zu diskutieren, worauf diese sich aber nicht mehr einließen. An vielen Orten wurden sie von den Demonstrierenden in ihren Dienstgebäuden regelrecht belagert und mussten von den sowjetischen Streitkräfte in der DDR und Einheiten der Kasernierten Volkspolizei befreit werden, die den Aufstand niederschlugen. Die Führungen der SED und der Volkspolizei interpretierten den Aufstand und Einsatz der Sowjetarmee als sicherheitspolitisches Debakel. Nach dem Aufstand erreichte Maron bei Ulbricht 15.000 neue Stellen für die Schutzpolizei. Ebenso sollte die paramilitärisch einsetzbare Komponente durch Bildung von Volkspolizei-Bereitschaften verstärkt werden, die paramilitärisch organisiert und innerhalb des Innenministeriums von der DVP getrennt waren. Jeder Dienstanwärter sollte ein Jahr in einer Bereitschaft dienen, bereits länger tätige Volkspolizisten sollten mindestens eine halbjährige Bereitschaftszeit nachholen. Des Weiteren wurde in den 1950er-Jahren auch die militärische Ausbildung der Volkspolizei intensiviert, unter anderem hatten alle Volkspolizeioffiziere zweijährig einen dreißigtägigen, militärischen Internatslehrgang zu absolvieren. Hierbei wurde der Fokus auf Straßen- und Häuserkampf gelegt.
Noch vor dem Beginn des Mauerbaus wurde 1960 eine Vereinheitlichung der Bewaffnung der Volkspolizei initiiert. Generale und Kriminalpolizisten wurden einheitlich mit Pistolen im Kaliber 7,65 mm (Pistole 1001 und Carpați 1974) bewaffnet. Alle sonstigen Angehörigen der Volkspolizei waren mit der Pistole Makarow ausgerüstet. Am Bau der Berliner Mauer wirkte die Volkspolizei in zahlreichen Funktionen mit. Nach dem Bau der Mauer wurden die bewaffneten Organe der DDR umstrukturiert. Die Deutsche Grenzpolizei wurde aus dem Ministerium des Innern ausgegliedert und dem Ministerium für Nationale Verteidigung zugeschlagen. 1962 wurde die Hauptverwaltung der Deutschen Volkspolizei als Zwischeninstanz zwischen den regionalen Volkspolizeibehörden und dem Innenministerium abgeschafft. Ab dem März 1963 erhielt das Zentralkomitee der SED Berichte über interne Probleme bei der Volkspolizei, insbesondere eine geringe Moral und politische Zuverlässigkeit der Polizeitruppe. Auch wurde der gruppenweise Konsum von Westmedien als moralisch schwer bedenklich angemerkt. Im Zuge der Affäre wurde Karl Maron als Innenminister demontiert und durch Friedrich Dickel ersetzt. Unter seiner Führung kam es zur Einführung zahlreicher neuer interner Regeln und Verordnungen innerhalb der Volkspolizei. Durch den Mauerbau und das expandierende Bildungswesen steigerte sich der Bildungsgrad der Neubewerber von Anfang der 1960er-Jahre zehn Prozent mit Gesamtschulabschluss und Abitur auf rund die Hälfte jedes Jahrgangs. Das staatssozialistische Polizeimodell der Volkspolizei wurde auch rechtlich 1968 durch das Gesetz über die Aufgaben und Befugnisse der Volkspolizei verankert. Neben der ursprünglichen sicherheitspolitischen Aufgabe der Polizei war die Volkspolizei der Staatsideologie verpflichtet und hatte diese durch Erziehungsmaßnahmen der Bevölkerung im Sinne der Partei zu unterstützen. Mitte der 1970er-Jahre erreichte die Bewaffnung der Volkspolizei ihren Höhepunkt. Die Volkspolizei sollte laut Plan 1975 über 180.000 Maschinenpistolen (inkl. der im Westen als Sturmgewehr geführten AK-47) rund 215.000 Pistolen, rund 45.000 Maschinenpistolen des Typs Skorpion verfügen. Die Schulen der DVP bildeten weiterhin im Rahmen der Grundausbildung an Flugabwehrartillerie, schweren Maschinengewehren und Panzerabwehrwaffen aus. Mitte der 1970er-Jahre wurden auch rund 5.000 Reizgaswerfgeräte angeschafft, sowie 63 Scharfschützengewehre des Modells Dragunow für die Kriminalpolizei. Ab 1975 kam es aufgrund der schlechten wirtschaftlichen Lage der DDR zu keinen signifikanten Verbesserungen und Nachrüstungen des Materials mehr.
Der 1. Juli wurde ab Anfang der 1960er-Jahre als Tag der Volkspolizei gefeiert. Zuvor war der 1. Juni dieser Tag, der in der DDR zugleich als Kindertag gefeiert wurde.
1987 veranstaltete das Präsidium der Volkspolizei in Berlin einen „Historischen Festumzug“.

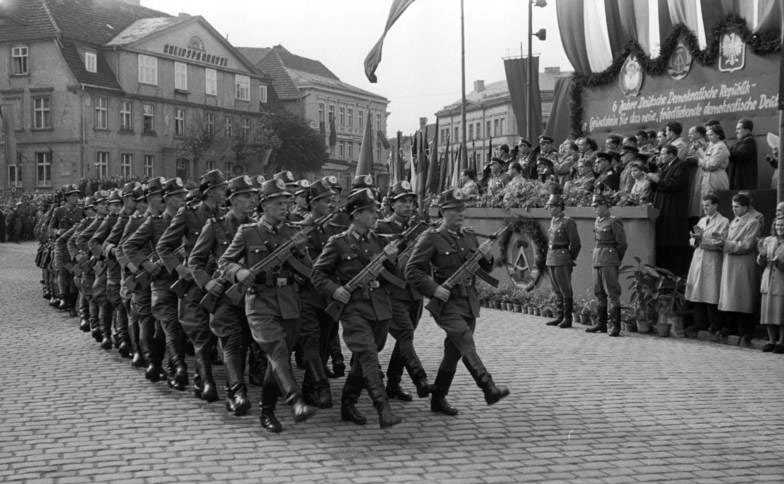
Volkspolizei in Neustrelitz, am Tag der Republik (1955)
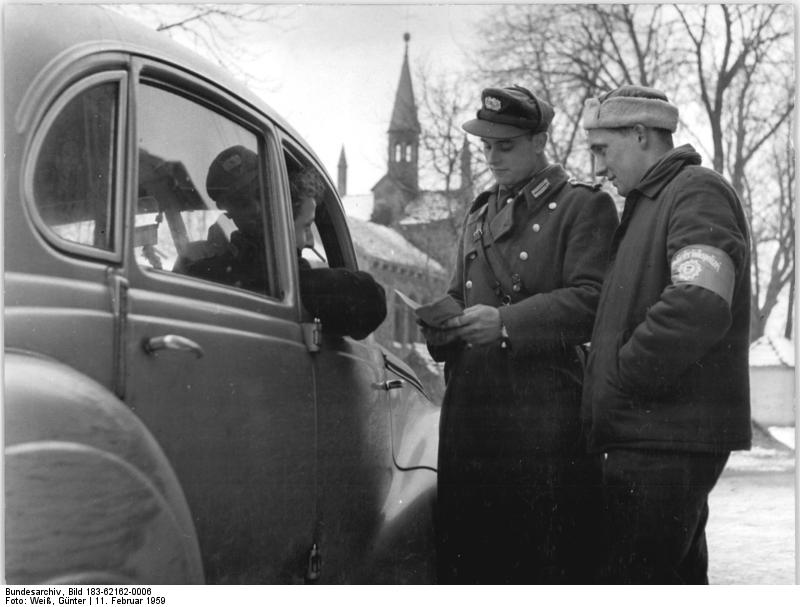
Fahrzeugkontrolle durch VP und Freiwilligen Helfer (1959)
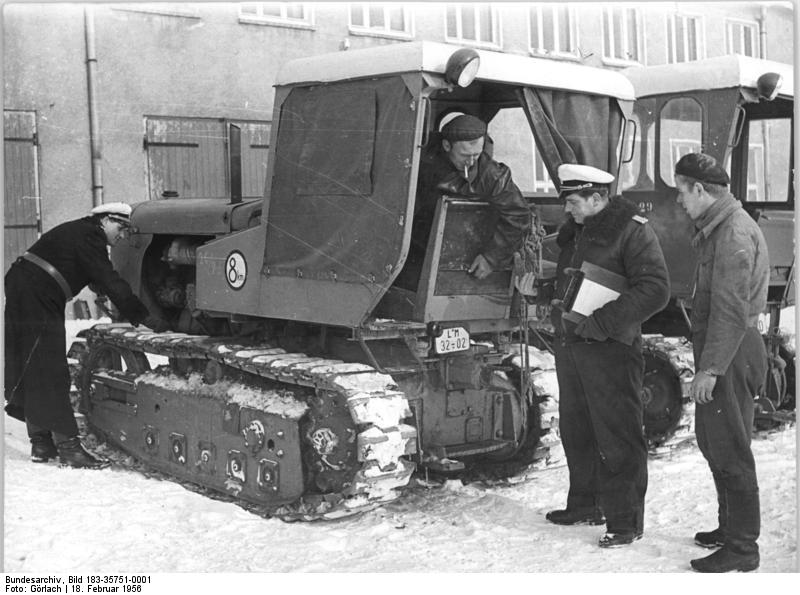
Technische Abnahme eines Fahrzeuges durch die Verkehrspolizei (1956)

### Wende und Situation ab 1990
Während der Wende wurden Volkspolizisten in Dresden mit Schlagstöcken eingesetzt, um DDR-Bürger daran zu hindern, auf Züge in den Westen aufzuspringen. Am 7. Oktober 1989 wurde die Volkspolizei ebenso gegen Demonstranten in Berlin eingesetzt. Hierbei kam es zu schweren Körperverletzungen, Verweigerung von Hilfeleistung durch die Beamten und Schikanen gegenüber Gefangenen. Laut späteren Untersuchungen wirkte das Ausmaß der Gewalt der Sicherheitskräfte gegen die eigenen Bürger auf beide Seiten verstörend. Im weiteren Verlauf verzichtete die SED auf Versuche, die Demonstrationen gewaltsam zu unterdrücken. Ab dem 4. November 1989 kam es sogar zur Kooperation zwischen der Volkspolizei und den Ausrichtern einer Großdemonstration am Alexanderplatz in Berlin. Unter der Regierung Modrow wurde der jahrzehntelange Innenminister und damit auch Volkspolizeichef Friedrich Dickel durch Lothar Ahrendt ersetzt. Das Amt des Innenministers wurde vom Amt des Volkspolizeichefs getrennt.
Nach der Wiedervereinigung verließen Tausende aufgrund von MfS-Tätigkeit oder Dienstverhaltens die Volkspolizei, da sie sich keine Weiterverwendung in die an ihre Stelle tretenden Landespolizeien erhofften. Jüngere Dienstränge hatten am ehesten die Möglichkeit auf Weiterverwendung im Polizeidienst. Die Führungsstellen der neu aufzubauenden Landespolizeibehörden wurden meistens von westdeutschen Kollegen besetzt.

## Organisation

### Bereiche

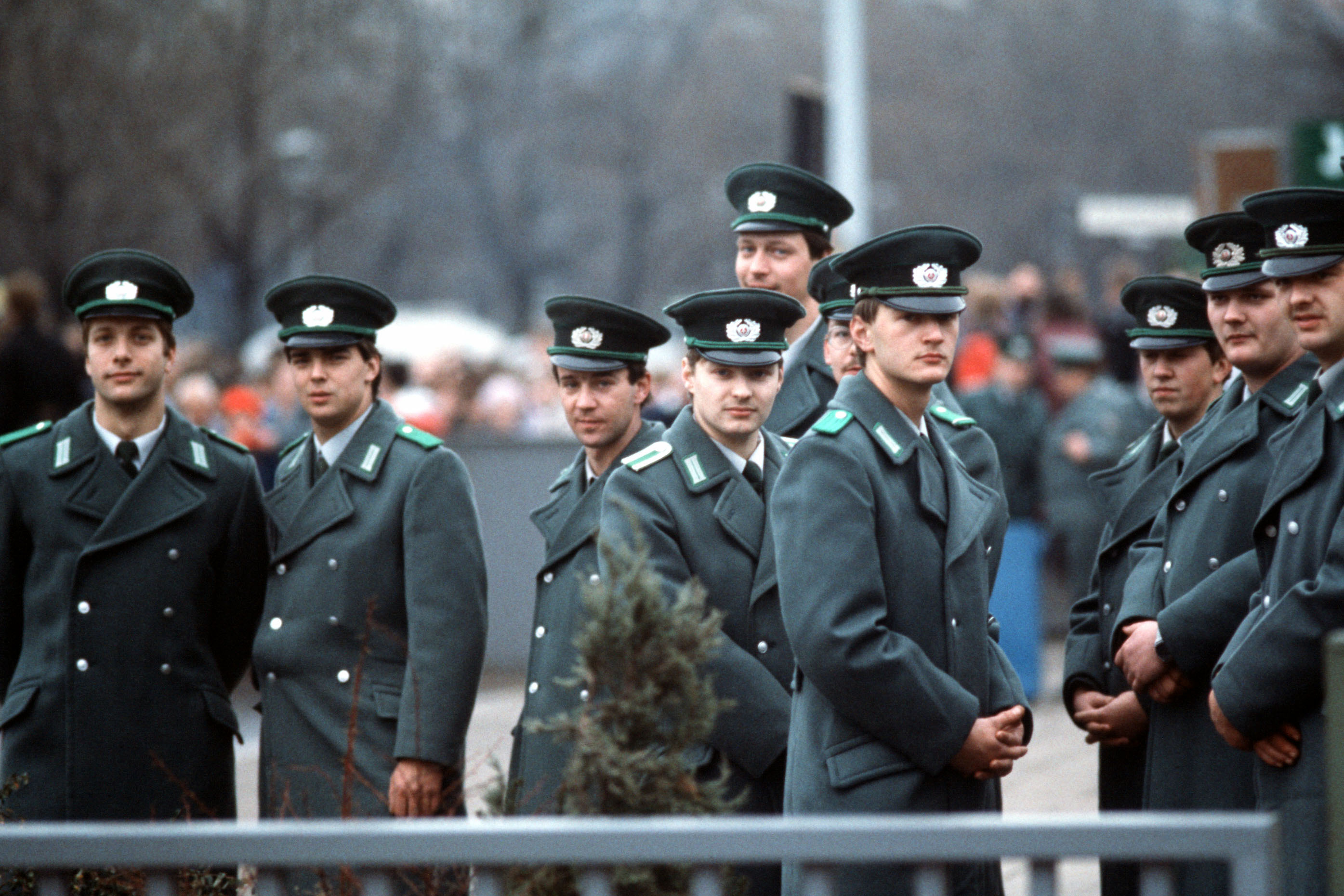
Volkspolizei-Bereitschaften bei der Öffnung des Brandenburger Tores, 1989

Die Volkspolizei gliederte sich zuletzt in folgende Dienstzweige:
1. Schutzpolizei, einschließlich Wasserschutzpolizei
2. Verkehrspolizei
3. Kriminalpolizei
4. Transportpolizei
5. Pass- und Meldewesen und
6. Betriebsschutz

Die Berufsfeuerwehr und die Freiwillige Feuerwehr sowie die Untersuchungshaftanstalten des Strafvollzuges waren zwar dem VP-Kreisamt unterstellt, aber keine Dienstzweige der Volkspolizei, sondern eigenständige Organe des Ministeriums des Innern. Die Strafvollzugsanstalten und die Feuerwehren wurden durch die Bezirksbehörden der Deutschen Volkspolizei geführt.
Wehrdienst in den Kasernierten Einheiten des MdI
1. VP-Bereitschaften
2. Offiziershochschule des MdI – Bereitschaften – „Artur Becker“
3. Dienststelle der DVP Blumberg in Freudenberg
4. Kompanien der Transportpolizei und
5. selbständige Einheiten

Chef der DVP war der Innenminister, der diese bis 1963 über die Hauptverwaltung der DVP (HV DVP) im Ministerium des Inneren leitete. Ab 1963 leitete die Dienstzweige sein 1. Stellvertreter.
Mittelinstanzen waren 14 Bezirksbehörden der DVP (BDVP) und das Präsidium der VP Berlin (PdVP).
Die unterste Ebene der Polizeiorganisation bildeten die VP-Kreisämter (VPKA), die als Außenstellen VP-Reviere, -Wachen und -Gruppenposten unterhielten, sowie die VP-Inspektionen (VPI) in den Ostberliner Stadtbezirken. In den Gemeinden und Stadtbezirken wurden hauptamtliche Abschnittsbevollmächtigte (ABV) eingesetzt, die von rund 158.000 freiwilligen Helfern als ehrenamtliche Hilfspolizisten unterstützt wurden.
Abweichungen vom dreistufigen vertikalen Aufbau wiesen namentlich die Transportpolizei und die VP-Bereitschaften auf. Die Transportpolizei war bis 1970 eine Eisenbahnpolizei der Deutschen Reichsbahn. Ab 1970 gehörten die Dienststellen der Transportpolizei einschließlich der Transportkriminalpolizei dem Ministerium des Innern und wurden von eigenständigen Transportpolizeiämtern geführt, welche der Bezirksbehörde der Deutschen Volkspolizei (BDVP) unterstanden.
Die rund 12.000 Mann starken VP-Bereitschaften waren kasernierte Wehrdiensteinheiten, bezeichnet als Kasernierte Einheiten des MdI, die vornehmlich zur Bekämpfung politischer Unruhen bestimmt waren und dem Stellvertreter des Ministers Bereitschaften/Kampfgruppen unterstanden. Im Herbst 1989 kamen nur wenige Kräfte der Grundwehrdienstleistenden gegen die Bevölkerung zum Einsatz, da 2.100 Mann in der Volkswirtschaft eingesetzt waren. Einheiten der VP-Bereitschaften werden häufig mit den Schützenzügen der Zentralen Kräfte Schutzpolizei verwechselt.

### Rechtsgrundlage
Eine Rechtsgrundlage für die VP wurde erst mit dem Gesetz über die Aufgaben und Befugnisse der DVP vom 11. Juni 1968 geschaffen. Für die Übergangszeit beschloss die frei gewählte Volkskammer das Gesetz über Aufgaben und Befugnisse der Polizei vom 13. September 1990, das befristet in Kraft trat. Mit dem Beitritt der DDR zur Bundesrepublik 1990 wurde die VP aufgelöst und in die neuen Landespolizeien überführt. Für eine kurze Übergangszeit bis zum Erlass eigener Polizeigesetze galt in den neuen Bundesländern das Gesetz vom 13. September 1990 als Landesrecht fort.

### Führung
Minister des Innern waren
- Karl Steinhoff (1949–1952)
- Willi Stoph (1952–1955)
- Karl Maron (1955–1963)
- Friedrich Dickel (1963–1989)
- Lothar Ahrendt (1989–1990)
- Peter-Michael Diestel (1990)

Chef der Deutschen Volkspolizei waren
- Kurt Fischer (1949–1950)
- Karl Maron (1950–1963) seit 1955 in Personalunion als Minister des Innern
- Friedrich Dickel (1963–1989) in Personalunion als Minister des Innern
- Lothar Ahrendt (1989–1990) in Personalunion als Minister des Innern
- Dieter Winderlich (1990)

### Diensteid
Zu Beginn des Dienstverhältnisses war folgender Amtseid zu leisten:

„Ich schwöre, meinem sozialistischen Vaterland, der Deutschen Demokratischen Republik, und ihrer Regierung allzeit treu ergeben zu sein, Dienst- und Staatsgeheimnisse zu wahren und die Gesetze und Weisungen genau einzuhalten.
Ich werde unentwegt danach streben, gewissenhaft, ehrlich, mutig, diszipliniert und wachsam meine Dienstpflichten zu erfüllen.
Ich schwöre, daß ich, ohne meine Kräfte zu schonen, auch unter Einsatz meines Lebens, die sozialistische Gesellschafts-, Staats- und Rechtsordnung, das sozialistische Eigentum, die Persönlichkeit, die Rechte und das persönliche Eigentum der Bürger vor verbrecherischen Anschlägen schützen werde.
Sollte ich dennoch diesen meinen feierlichen Eid brechen, so möge mich die Strafe der Gesetze unserer Republik treffen.“

## Dienstgrade und Rangabzeichen
Der Dienstgradvergleich DVP (inklusive Kripo) erfolgte zu den Teilstreitkräften der Nationalen Volksarmee der DDR bis 2. Oktober 1990.
| Anwärter der VP / … der K // ab 1. Mai 1990 Kriminalanwärter                                  |                      | Soldat                         | Matrose                        |
| Unterwachtmeister der VP / … der K // ab 1. Mai 1990 Kriminalunterassistent (1951 eingeführt) |                      | Gefreiter                      | Obermatrose                    |
| Wachtmeister der VP / der K // ab 1. Mai 1990 Kriminalassistent                               |                      | Stabsgefreiter                 | Stabsmatrose                   |
| Unterführer                                                                                   | Unterführer          | Unteroffiziere, Maate, Meister | Unteroffiziere, Maate, Meister |
| Oberwachtmeister der VP / der K // ab 1. Mai 1990 Kriminaloberassistent                       |                      | Unteroffizier                  | Maat                           |
| (keine Entsprechung)                                                                          | (keine Entsprechung) | Unterfeldwebel                 | Obermaat                       |
| Hauptwachtmeister der VP / der K // ab 1. Mai 1990 Kriminalhauptassistent                     |                      | Feldwebel                      | Meister                        |
| Meister der VP / der K // ab 1. Mai 1990 Kriminalsekretär                                     |                      | Oberfeldwebel                  | Obermeister                    |
| Obermeister der VP / der K (1961 eingeführt) // ab 1. Mai 1990 Kriminalobersekretär           |                      | Stabsfeldwebel                 | Stabsobermeister               |
| Offiziersschüler                                                                              |                      |                                |                                |
| Offiziersschüler                                                                              |                      | Offiziersschüler               | Offiziersschüler               |

### Offiziere
| Deutsche Volkspolizei / Kriminalpolizei | Deutsche Volkspolizei / Kriminalpolizei | NVA                       | NVA                       |
| Beschreibung | Rangabzeichen                           | LaSK, LSK/LV, GT          | Volksmarine               |
| Offiziere | Rangabzeichen                           | Offiziere (OF-1 bis OF-9) | Offiziere (OF-1 bis OF-9) |
| --- | --------------------------------------- | ------------------------- | ------------------------- |
| - Unterkommissar der VP bzw. – der Kriminalpolizei, 1951 bis 15. Juli 1957 - Unterleutnant der VP bzw. – der Kriminalpolizei - Unterkommissar der VP bzw. Unterkriminalkommissar der VP ab 1. Mai 1990      |                                         | Unterleutnant             | Unterleutnant zur See     |
| - Kommissar der VP bzw. – der Kriminalpolizei bis 15. Juli 1957 - Leutnant der VP bzw. – der Kriminalpolizei - Kommissar der VP bzw. Kriminalkommissar der VP ab 1. Mai 1990                                | Crate my                                | Leutnant                  | Leutnant zur See          |
| - Oberkommissar der VP bzw. – der Kriminalpolizei bis 15. Juli 1957 - Oberleutnant der VP bzw. – der Kriminalpolizei - Oberkommissar der VP bzw. Kriminaloberkommissar der VP ab 1. Mai 1990                |                                         | Oberleutnant              | Oberleutnant zur See      |
| - Hauptkommissar der VP bzw. – der Kriminalpolizei bis 15. Juli 1957 - Hauptmann der VP bzw. – der Kriminalpolizei - Hauptkommissar der VP bzw. Kriminalhauptkommissar der VP ab 1. Mai 1990                | Crate my                                | Hauptmann                 | Kapitänleutnant           |
| - Rat der VP bzw. – der Kriminalpolizei bis 15. Juli 1957 - Majort der VP bzw. – der Kriminalpolizei - Rat der VP bzw. Kriminalrat der VP ab 1. Mai 1990                                                    |                                         | Major                     | Korvettenkapitän          |
| - Oberrat der VP bzw. – der Kriminalpolizei bis 15. Juli 1957 (zeitweilig auch „Kommandeur“) - Oberstleutnant der VP bzw. – der Kriminalpolizei - Oberrat der VP bzw. Kriminaloberrat der VP ab 1. Mai 1990 |                                         | Oberstleutnant            | Fregattenkapitän          |
| - Inspekteur der VP bis 15. Juli 1957 - Oberst der VP bzw. – der Kriminalpolizei - Direktor – bzw. Kriminaldirektor der VP ab 1. Mai 1990                                                                   |                                         | Oberst                    | Kapitän zur See           |
| - Chefinspekteur der Deutschen Volkspolizei bis 15. Juli 1957 - Generalmajor der VP - Chefinspekteur der Deutschen Volkspolizei ab 1. Mai 1990                                                              |                                         | Generalmajor              | Konteradmiral             |
| - Generalinspekteur der Deutschen Volkspolizei bis 15. Juli 1957 - Generalleutnant der VP - Generalinspekteur der Deutschen Volkspolizei ab 1. Mai 1990                                                     |                                         | Generalleutnant           | Vizeadmiral               |
| - Chef der Deutschen Volkspolizei bis 15. Juli 1957 - Generaloberst der Volkspolizei, zum 1. Mai 1990 abgeschafft                                                                                           |                                         | Generaloberst             | Admiral                   |
| Armeegeneral - seit 1984 Dienstgrad des Ministers des Inneren und Chefs der Deutschen Volkspolizei - abgeschafft zum 1. Mai 1990                                                                            | Crate my                                | Armeegeneral              | Flottenadmiral            |

Anmerkungen:
Die DVP verfügte über kein äußeres Äquivalent für die 1974 in die NVA eingeführte Dienstgradgruppe bzw. Laufbahn der Fähnriche. Obermeister der VP erhielten Fähnrichsbesoldungen bei vergleichbaren Dienststellungen.
Die Schulterstücke der Unterwachtmeister und Wachtmeister unterscheiden sich bei Schutzpolizei und VP-Bereitschaften.
Die Dienstgrade des 1967 eingerichteten Strafvollzugsdienstes entsprachen bis Ende April 1990 jenen der uniformierten Volkspolizei, führten aber den Zusatz des Strafvollzugsdienstes bzw. des SV. Von Mai bis Oktober 1990 folgten die SV-Dienstgrade jenen der Kriminalpolizei (z. B. Unterassistent des SV). Eine Ausnahme war die gehobene Laufbahn mit den Dienstgraden Unterinspektor (= Unterkommissar / Unterleutnant) bis Hauptinspektor (= Hauptkommissar / Hauptmann); die höheren SV-Dienstgrade folgten wieder dem Beispiel der Kripo.
Die Unterlage bzw. Paspelierung weist auf den Dienstzweig der Volkspolizei hin: Schutzpolizei – dunkelgrün, Bereitschaft – hellgrün, Transportpolizei – blau, Transportpolizei-Bereitschaft – hellblau, Feuerwehr – schwarz, Strafvollzug – grau.

## Ausbildungsstätten

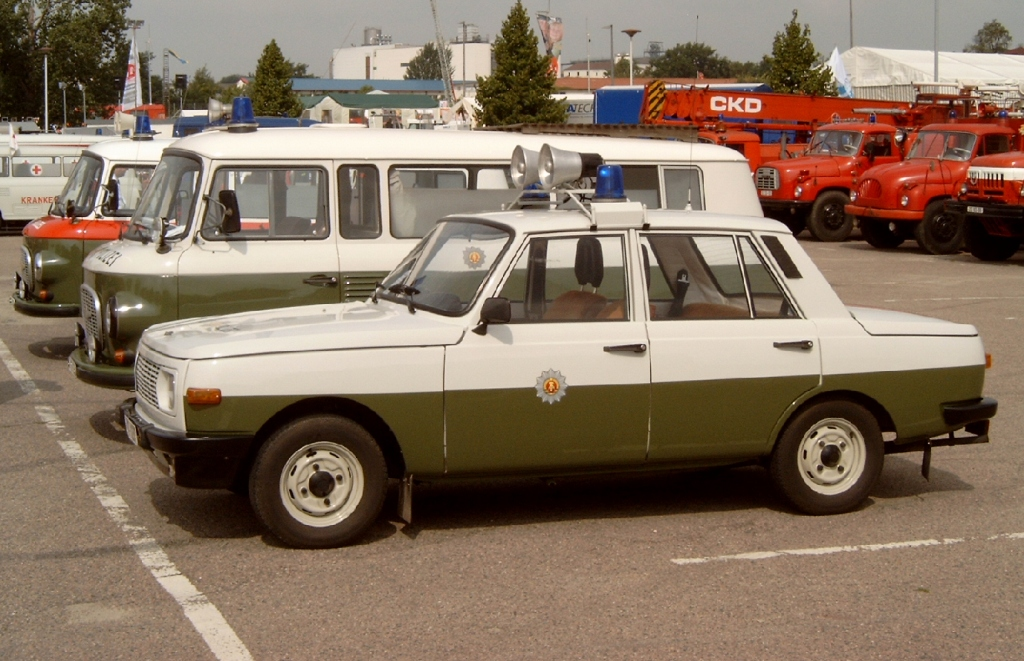
Fuhrpark der Volkspolizei

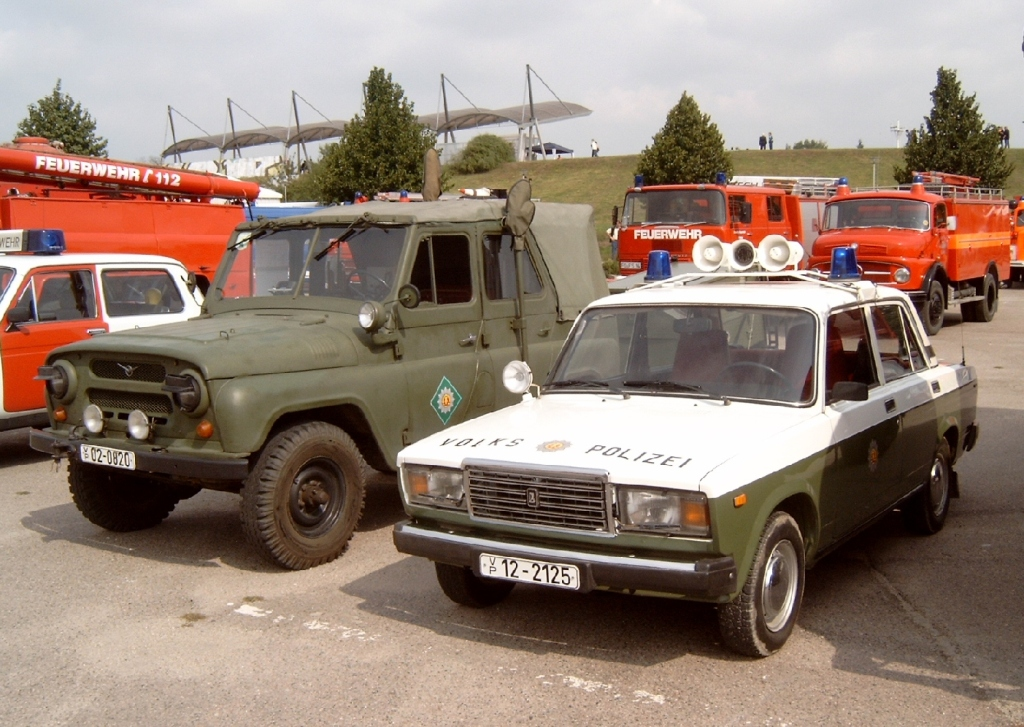
Polizeifahrzeuge

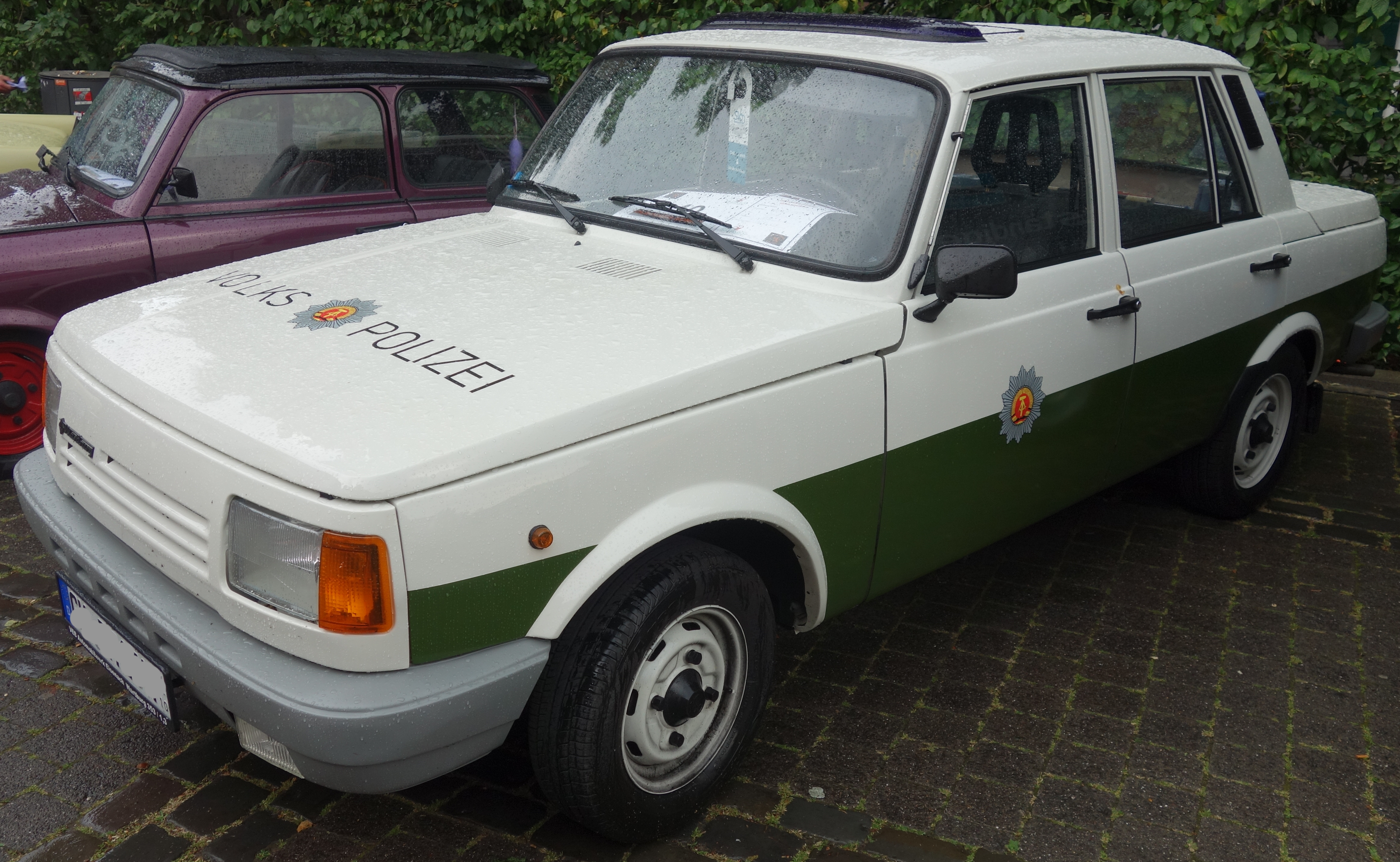
Wartburg 1.3 S der Volkspolizei

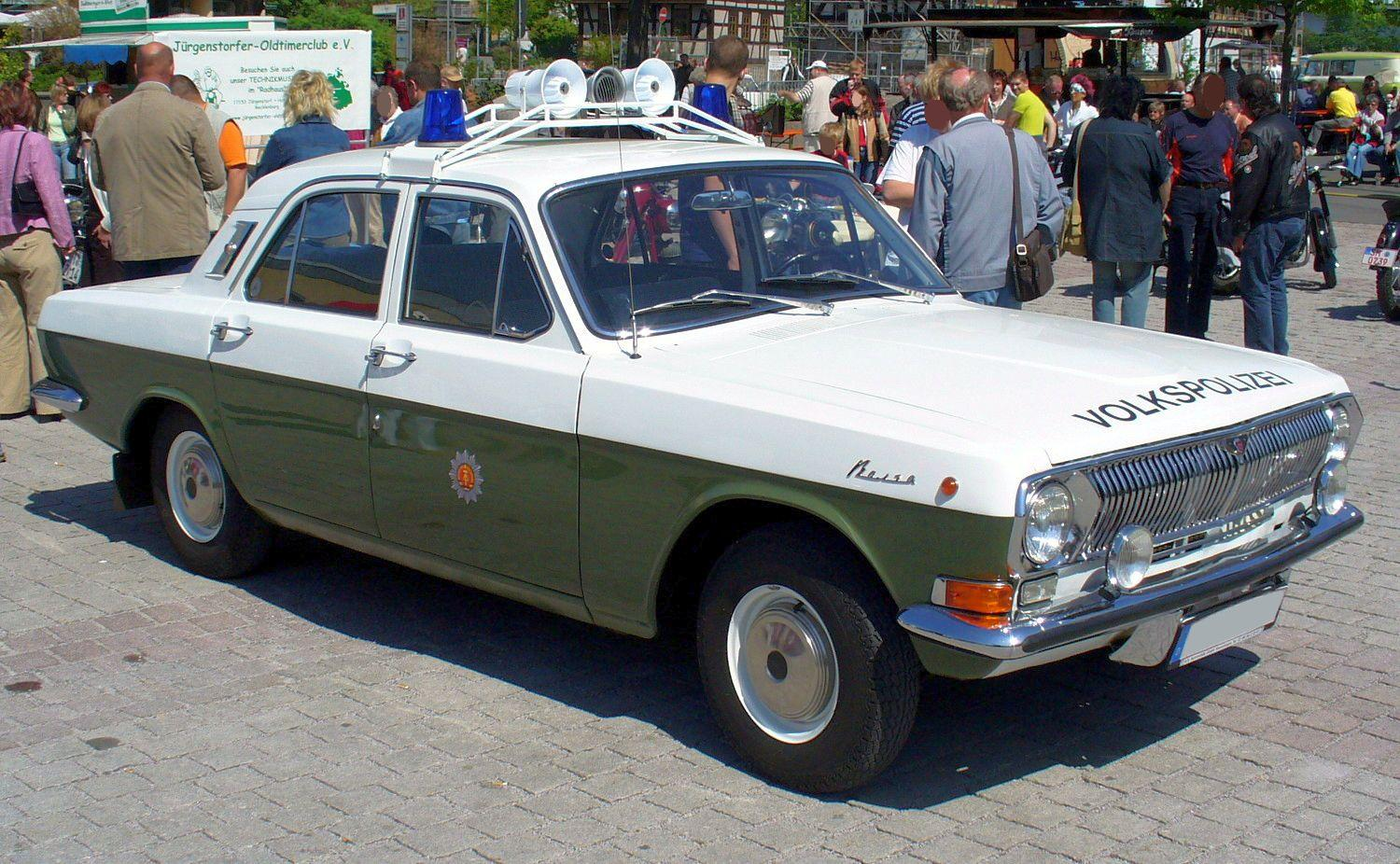
GAZ-24 Wolga als Streifenwagen der Volkspolizei

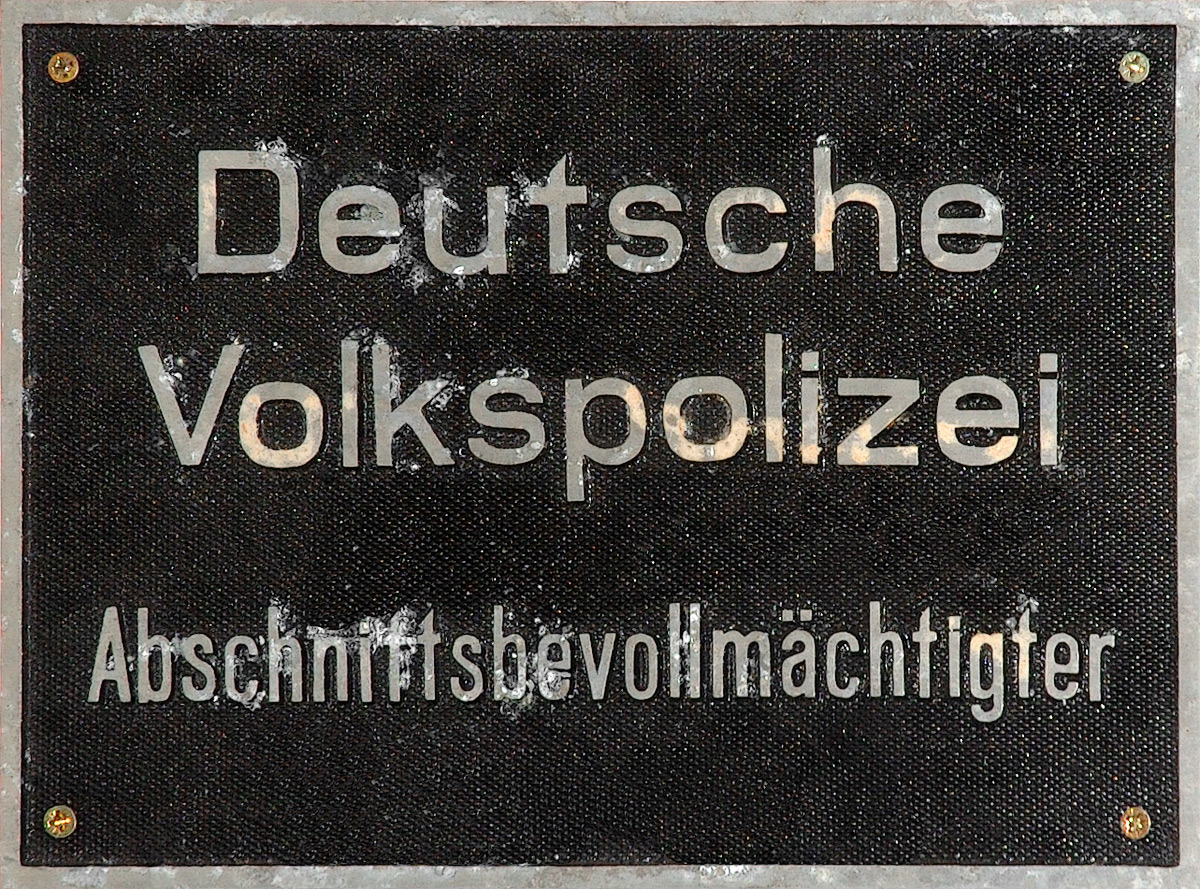
Büroschild eines ABV

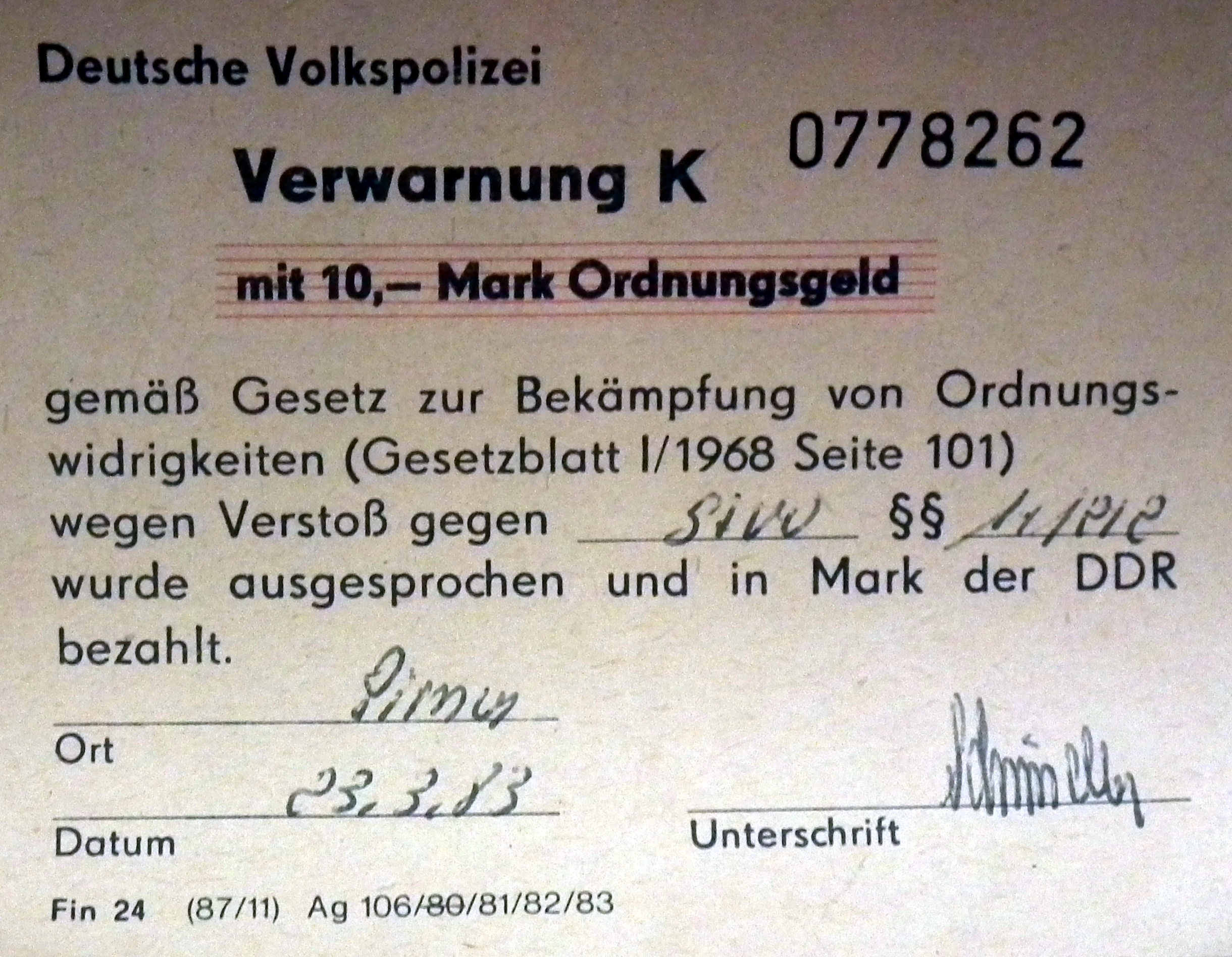
Verwarnung

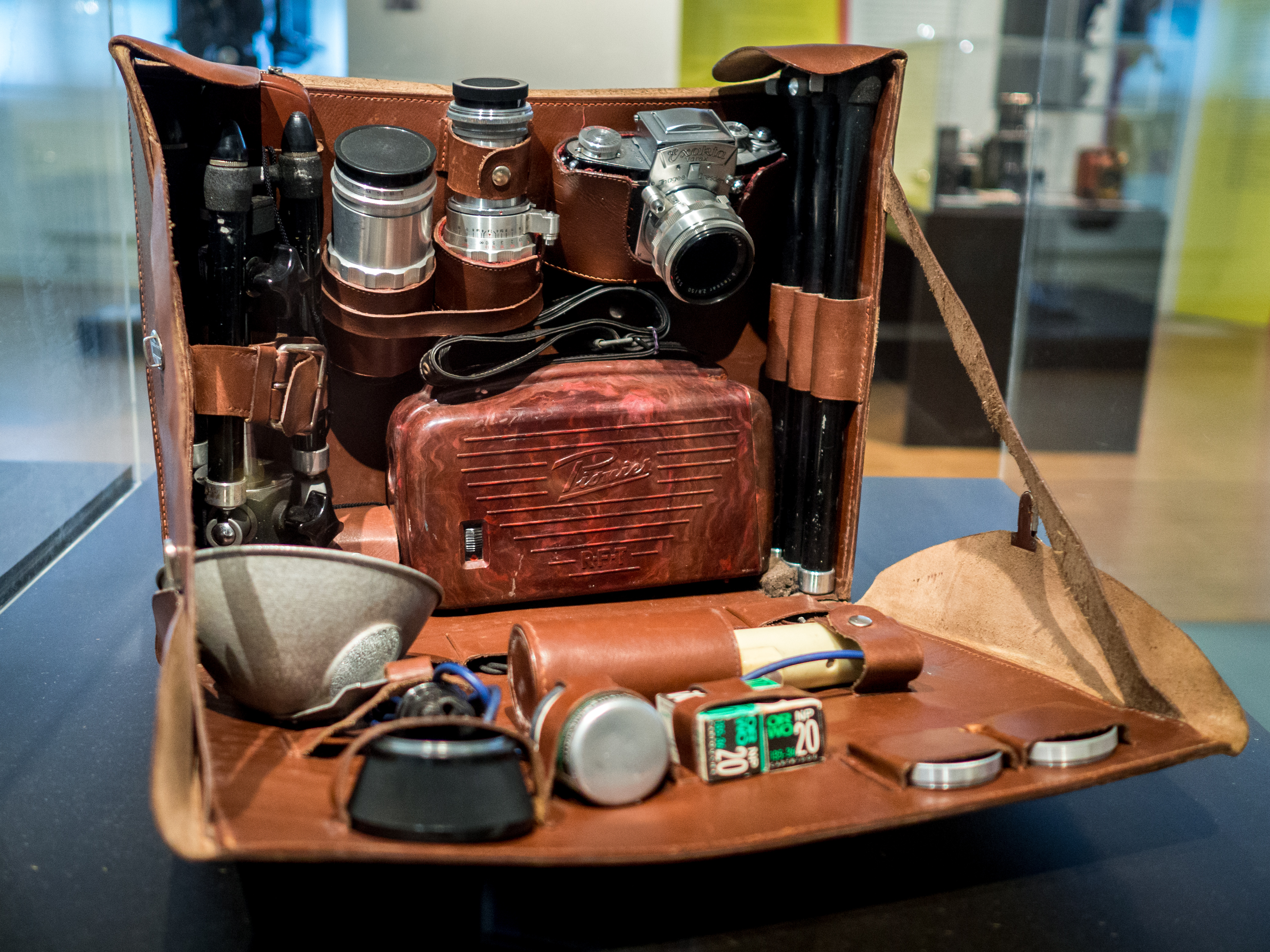
Fototasche der VP (um 1955) in den Technischen Sammlungen Dresden

Seit 1962 verfügte die DVP über eine eigene Hochschule in Berlin-Biesdorf, an der bis 1989 rund 3500 Offiziere ausgebildet wurden. Daneben gab es mehrere Fachschulen. Die Kasernierten Einheiten verfügten über eigene Ausbildungseinrichtungen. Offiziere wurden zunächst bei den NVA-Landstreitkräften, ab 1963 an der Offizierschule und ab 1971 an der Offiziershochschule – Bereitschaften – in Dresden-Wilder Mann ausgebildet. Die Unterführer auf Zeit an der Unterführerschule in Liegau bzw. nach Verlegung in Dresden bis zu ihrer Auflösung.
- VP-Schule „Ernst Thälmann“, Neustrelitz (seit 1984 zentrale Dienstanfängerschule)
- Schule für Abschnittsbevollmächtigte, Wolfen
- Transportpolizei-Schule, Halle (Saale)
- Verkehrspolizei-Schule „Hans Beimler“, Magdeburg
- Schule des Nachrichtenwesens, Dommitzsch
- Spezialschule des MdI für Diensthundewesen, Pretzsch (Elbe)
- Spezialschule des MdI für medizinische Dienste (im Bezirk Magdeburg)
- Fachschule des MdI „Heinrich Rau“, Radebeul
- Fachschule des MdI, „Wilhelm Pieck“, Aschersleben, heute Fachhochschule Polizei Sachsen-Anhalt
- Fachschule des MdI „Hermann Matern“ Heyrothsberge (Ausbildung der Feuerwehroffiziere)
- Schule der Versorgungsdienste des MdI, „Fritz Schmenkel“, Bautzen (heute Landespolizeischule Sachsen)
- Hochschule der VP „Karl Liebknecht“, Berlin-Biesdorf (Cecilienstraße) (heute Revier: Abschnitt 62, Polizei Berlin)
- Offiziershochschule des Ministeriums des Innern Artur Becker – Bereitschaften (Dresden, Stadtteil Trachau, Neuländer Str. 60, heute Sitz des Landeskriminalamts Sachsen)
- Unterführerschule des MdI Bereitschaften „Kurt Schlosser“, Dresden
- Unterführerschule für Bereitschaften Cottbus
- Humboldt-Universität zu Berlin/Sektion Kriminalistik
- Strafvollzugsschule „August Meyer“, Karl-Marx-Stadt

Die Volkspolizei verfügte zuletzt über rund 80.000 hauptamtliche Polizisten und 177.500 „Freiwillige Helfer“. Von den sogenannten Abschnittsbevollmächtigten wurden z. B. die Hausbücher kontrolliert. Über die Personenkennzahl (PKZ) konnte die DVP wie auch das MfS über jeden Bürger alle in diversen Datenbanken gespeicherten Informationen erhalten.